# Zamarada sahelica
Zamarada sahelica är en fjärilsart som beskrevs av Claude Herbulot 1989. Zamarada sahelica ingår i släktet Zamarada och familjen mätare. Inga underarter finns listade i Catalogue of Life.